# Saksahan (Kamjanske)
Saksahan (ukrainisch Саксагань; russisch Саксагань Saksagan) ist ein Dorf im Rajon Kamjanske in der ukrainischen Oblast Dnipropetrowsk mit 2500 Einwohnern (2012).

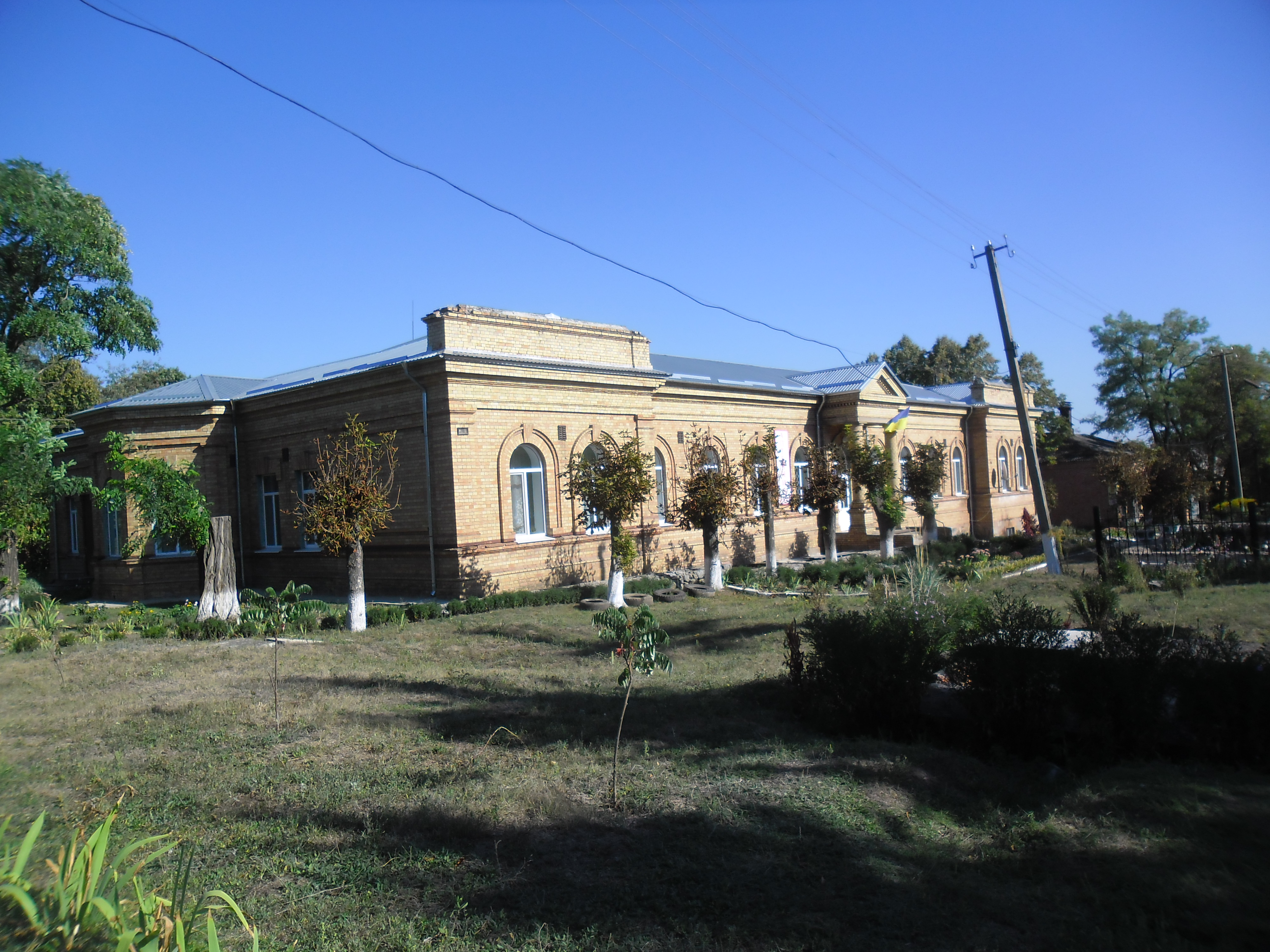
Krankenhaus im Ort

Das von Kosaken gegründete Dorf wurde erstmals 1738 schriftlich erwähnt. Saksahan liegt am rechten Ufer des gleichnamigen Flusses, der Saksahan, die hier zum Makorty-Stausee angestaut ist, sowie an deren Zufluss, der Losowatka. Nahe dem Dorf verläuft die Fernstraße M 04/ E 50, die den Ort mit dem in 18 km Entfernung liegenden ehemaligen Rajonzentrum Pjatychatky im Westen und dem Oblastzentrum Dnipro 103 km im Osten verbindet. Saksahan hat einen Bahnhof an der Bahnstrecke zwischen Pjatychatky und Dnipropetrowsk.

## Verwaltungsgliederung
Am 13. September 2017 wurde das Dorf zum Zentrum der neugegründeten Landgemeinde Saksahan (Саксаганська сільська громада/Saksahanska silska hromada). Zu dieser zählten auch die 15 in der untenstehenden Tabelle aufgelisteten Dörfer, bis dahin bildete es zusammen mit dem Dorf Tschumaky die gleichnamige Landratsgemeinde Saksahan (Саксаганська сільська рада/Saksahanska silska rada) im Süden des Rajons Pjatychatky.
Am 12. Juni 2020 kamen noch die 3 Dörfer Dolynske, Sajiwka und Ternuwate zum Gemeindegebiet.
Am 17. Juli 2020 kam es im Zuge einer großen Rajonsreform zum Anschluss des Rajonsgebietes an den Rajon Kamjanske.
Folgende Orte sind neben dem Hauptort Saksahan Teil der Gemeinde:
| Name                     | Name                | Name                                      |
| ukrainisch transkribiert | ukrainisch          | russisch                                  |
| ------------------------ | ------------------- | ----------------------------------------- |
| Balkowe                  | Балкове             | Балковое (Balkowoje)                      |
| Demuryno-Warwariwka      | Демурино-Варварівка | Демурино-Варваровка (Demurino-Warwarowka) |
| Dolynske                 | Долинське           | Долинское (Dolinskoje)                    |
| Halyna Losuwatka         | Галина Лозуватка    | Галина Лозоватка (Galina Losowatka)       |
| Hruschuwatka             | Грушуватка          | Грушеватка (Gruschewatka)                 |
| Kamjane                  | Кам'яне             | Каменное (Kamennoje)                      |
| Krasnoiwaniwka           | Красноіванівка      | Красноивановка (Krasnoiwanowka)           |
| Nerudstal                | Нерудсталь          | Нерудсталь                                |
| Nowoiwaniwka             | Новоіванівка        | Новоивановка (Nowoiwanowka)               |
| Sajiwka                  | Саївка              | Саевка (Sajewka)                          |
| Sawro                    | Савро               | Савро                                     |
| Semeniwka                | Семенівка           | Семёновка (Semjonowka)                    |
| Ternuwate                | Тернувате           | Терноватое (Ternowatoje)                  |
| Tscherwona Poljana       | Червона Поляна      | Червоная Поляна (Tscherwonaja Poljana)    |
| Tschumaky                | Чумаки              | Чумаки (Tschumaki)                        |
| Tschyhryniwka            | Чигринівка          | Чигриновка (Tschigrinowka)                |
| Wilne                    | Вільне              | Вольное (Wolnoje)                         |
| Ziwky                    | Цівки               | Цевки (Zewki)                             |

## Bevölkerungsentwicklung
| 1782 | 1886 | 2001 | 2008 | 2013 |
| ---- | ---- | ---- | ---- | ---- |
| 587  | 4603 | 2603 | 2339 | 2537 |